# Orzechowo (powiat ełcki)
Orzechowo (niem. Orzechowen, od 1924 Nußberg) – wieś w Polsce położona w województwie warmińsko-mazurskim, w powiecie ełckim, w gminie Stare Juchy. Leży nad jeziorem Szóstak o długości około 10 km.
W latach 1975–1998 miejscowość należała administracyjnie do województwa suwalskiego.
Zobacz też: Orzechowo, Orzechów